# Born Into Brothels
Born Into Brothels è un documentario americano del 2004, diretto da Zana Briski e Ross Kauffman, sui figli delle prostitute a Sonagachi, il quartiere a luci rosse di Calcutta, vincitore del premio Oscar al miglior documentario.

## Trama
Incaricata da un giornale americano, Zana Briski si è recata a Calcutta, nel quartiere di Sonagachi, per fotografare la vita delle prostitute. In realtà, fotografarle non è così semplice, essendo un quartiere abbastanza impenetrabile, ed è stato più facile diventare amica dei loro figli, incuriositi dalle macchine fotografiche. Così ha deciso di comprare alcune macchine e di insegnare fotografia ai bambini.
Le fotografie scattate dai bambini mostrano la vita nel quartiere a luci rosse, non solo scene sordide in un quartiere malfamato, ma attraverso i loro occhi, si aprono scenari anche commoventi o intenti ad accudire alle faccende domestiche, comprare da mangiare nei negozi, fare lavori saltuari perché il lavoro della madre non basta. Gran parte delle loro immagini sono state utilizzate nel film.
Nonostante le difficoltà, Briski ha tenuto duro per collocare i bambini in vari collegi e scuole, anche se la maggior parte dei bambini non vi sono rimasti molto a lungo. Alcuni, invece, come Avijit e Kochi hanno proseguito nel loro percorso formativo. Avijit è stato perfino invitato dalla World Press Photo Foundation ad Amsterdam per far parte della giuria dei loro bambini nel 2002 e una delle foto di Suchitra è diventata la copertina del calendario di Amnesty International.

## La mostra fotografica
Numerose sono state le mostre delle foto dei bambini. L'Italia è stato il primo paese in Europa ad esporre le foto dei bambini nella mostra "Nati nei bordelli" al Complesso museale di Santa Maria della Scala di Siena, curata da Samuele Calosi e Mauro Tozzi, nell'ambito della XIII edizione del film festival Visionaria del 2004, alcuni mesi prima che fosse assegnato il Premio Oscar, facendo del film un autentico evento. Dopo Siena la mostra è stata esposta a Lisbona.

## Riconoscimenti
- 2004 Bermuda International Film Festival- Premio del Pubblico
- 2004 Cleveland International Film Festival - Miglior film
- 2004 Full Frame Documentary Film Festival - Premio del Pubblico
- 2004 International Documentary Association - Premio al miglior documentario
- 2004 National Board of Review - Premio al miglior documentario - Premio al miglior documentario
- 2004 Sundance Film Festival Audience Award - Premio al miglior documentario
- 2005 Premio Oscar al miglior documentario
- 2005 Raindance Film Festival Closing Night Film

e molti altri premi internazionali